# ラップレーザー
ラップレーザー（別称: LAP Laser/LAP LASER、ドイツ語:LAP GmbH Laser Applikationen)は、ドイツ・リューネブルクに本社を置き、レーザー投影機、レーザー測定器などレーザー機器を製造する企業である。
ラップレーザー社の中核事業領域は放射線治療機器における測定装置、産業向けラインレーザー、対象物に対し立体的に投影ができる3Dレーザープロジェクターである。
後述するCAD-PROは航空宇宙産業等で広く用いられている。

## 製品[1]

### 特長
同社の製品共通の特長は長寿命である。通常のダイオードレーザーの場合、寿命は10,000時間から20,000時間だが同社の製品は30,000時間と長寿命を実現している。また産業向け汎用レーザーXtrAlignの場合、防水、耐衝撃性能、寒冷地での使用など、産業以外の用途でも耐えうる性能を備えている。
- レーザープロジェクター…航空業界では翼の製造時に位置決めを行う用途で使われている。
  - CAD-PRO…CADデータに基づき対象物にアウトラインなどを投影。CAD-PROより小型の「CAD-PRO compact」もある。
  - CAD-PRO HP…投影時の公差が±0.06mmと小さく上記のCAD-PROの高精度版である。
  - DTEC-PRO…カメラを用いた測定機器で、CAD-PRO等と組合わせることで、投影時の位置出しを効率化する。
- XtrAlign…産業向け汎用レーザー
  - 種類
    - ラインレーザー…線状のレーザー光を照射する。裁断機等に取付け、裁断位置を事前に視認ために用いられる。いわゆる位置決めレーザーとして使われることが多い。
    - ポイントレーザー…点を照射する
    - クロスレーザー: 十字上のレーザー光を照射する。クレーン等の上部に取り付け、位置を確認しやすくするために用いられる場合がある。

  - 共通の仕様
    - ラインレーザーに対応するシリーズの特長としてHD、HY、LDシリーズは照射角を80度、40度、30度、20度、10度がラインナップされている。ただしFDシリーズは80度のみとなっている。
    - クロスレーザーに対応するシリーズの特長としてHD、HY、LDシリーズは照射角を62度、38度がラインナップされている。
    - LDシリーズを除きIP67、IK10に準拠しており防水性、耐衝撃性能を備えている。また同社から提供されるケーブルもIP規格に対応している。
    - 全シリーズレーザー寿命が30,000時間となっている。使用環境条件(温度: -10℃から+40℃、湿度: 35％から90％)も同じである。公称値は他社レーザー製品と同等ではあるが、IP67、IK10に準拠のため耐久性に優れる。

  - HUシリーズ: 照射される光線の形はラインレーザーを似ているが、取付方法が異なる。通常のラインレーザーは対象物に対し水平に取り付けることが一般的だが、HUシリーズは対象物に対し斜めに取り付ける。対象物の上部に取り付けることができない場合に頻繁に用いられる。
  - その他アクセサリー: 各製品に対応する取付金具(ブラケット)、ACアダプタ、DCケーブルが同社から提供されている。その中でも代表的なものがパワーコントロールユニットである。パワーコントロールユニットは緑色レーザーの明るさを変更するために用いられ、赤色レーザーで使うことはできない。ただし緑色レーザーに限って言えば、出力を下げることでレーザー自体の寿命を延ばすことに寄与するともいわれている。

|    | 色    | ライン | ポイント | クロス | 最大出力          | 電源     | 最大線長 (ライン) | 線長(距離1m) (クロス) | IP67    | IK10 | 重量 |
| -- | ----- | ------ | -------- | ------ | ----------------- | -------- | ----------------- | --------------------- | ------- | ---- | ---- |
| HD | 赤    | 〇     | 〇       | 〇     | 30mW              | DC12-30V | 20m               | 60/90cm               | 〇      | 〇   | 220g |
| HY | 緑    | 〇     | 〇       | 〇     | 40mW              | DC12-30V | 30m               | 60/90cm               | 〇      | 〇   | 220g |
| FD | 赤    | 〇     | ×        | ×      | 30mW              | DC12-30V | 20m               | なし                  | 〇      | 〇   | 220g |
| HU | 赤 緑 | 〇     | ×        | ×      | 30mW(赤) 40mW(緑) | DC12-30V | 10m(赤) 20m(緑)   | なし                  | 〇      | 〇   | 330g |
| LD | 赤    | 〇     | 〇       | 〇     | 30mW              | DC4-6V   | 20m               | 60/90cm               | ×(IP54) | ×    | 40g  |

注意: 
- 医療機器向けレーザー
  - 放射線治療機、CT、MRIでの位置決め補助。

## 拠点
- ドイツ
  - 本社: LAP GmbH Laser Applikationen
  - LAP Sued GmbH
- フランス
  - LAP FRANCE SAS
- ロシア
  - LAP GmbH Laser Applikationen c/o representative office DMAN
- シンガポール
  - LAP Laser Applications Asia Pacific Pte. Ltd.
- 中国
  - LAP Laser Applications China Co., Ltd.
- アメリカ
  - LAP of America Laser Applications, L.L.C.
  - LifeLine Software, Inc.